# Найденов, Васил
Васи́л Миха́йлов На́йденов (род. 3 сентября 1950, София, Болгария) — болгарский эстрадный певец и композитор.

## Биография
Васил Найденов родился 3 сентября 1950 года в столице Болгарии городе Софии.
Воспитывался одной матерью — отец оставил семью, когда сыну был всего год. Служил в армии. Закончил строительный техникум, а в 1973 году — вокальное отделение Болгарской государственной консерватории (ныне — Национальная музыкальная академия).

## Творчество
В начале своего творческого пути Васил Найденов работал пианистом и вокалистом в различных музыкальных коллективах — «Золотые струны» (1969), в начале 70-х в оркестре Бисера Кирова, группе «Тангра», «Диана Экспресс».
Стал известен в 1979 году, когда получил 1-я премию на международном конкурсе «Золотой Орфей» (подконкурс «новой болгарской песни», песня «Предутрин» (Любомир Денев — Георги Константинов). В последующие годы Васил Найденов неоднократно становился лауреатом этого престижного международного конкурса.
Неоднократный лауреат «Мелодии года» (1979, 1982), получил признание в конкурсах: вторую премию «Schlager festival» (Дрезден, 1981), вторая премия на «Гала» в Гаване (1982).
Лауреат фестивалей в польском Сопоте (Интервидение 1980), Кнокке (Бельгия), участвовал во всесоюзном конкурсе «Песня года» (СССР, 1983).
Любимец публики в СССР в 80-х годах. Гастролировал по СССР, участвовал в «XII Всемирном фестивале молодежи и студентов». Участвовал в передаче «Утренняя почта» (1987 г. «Майская»).

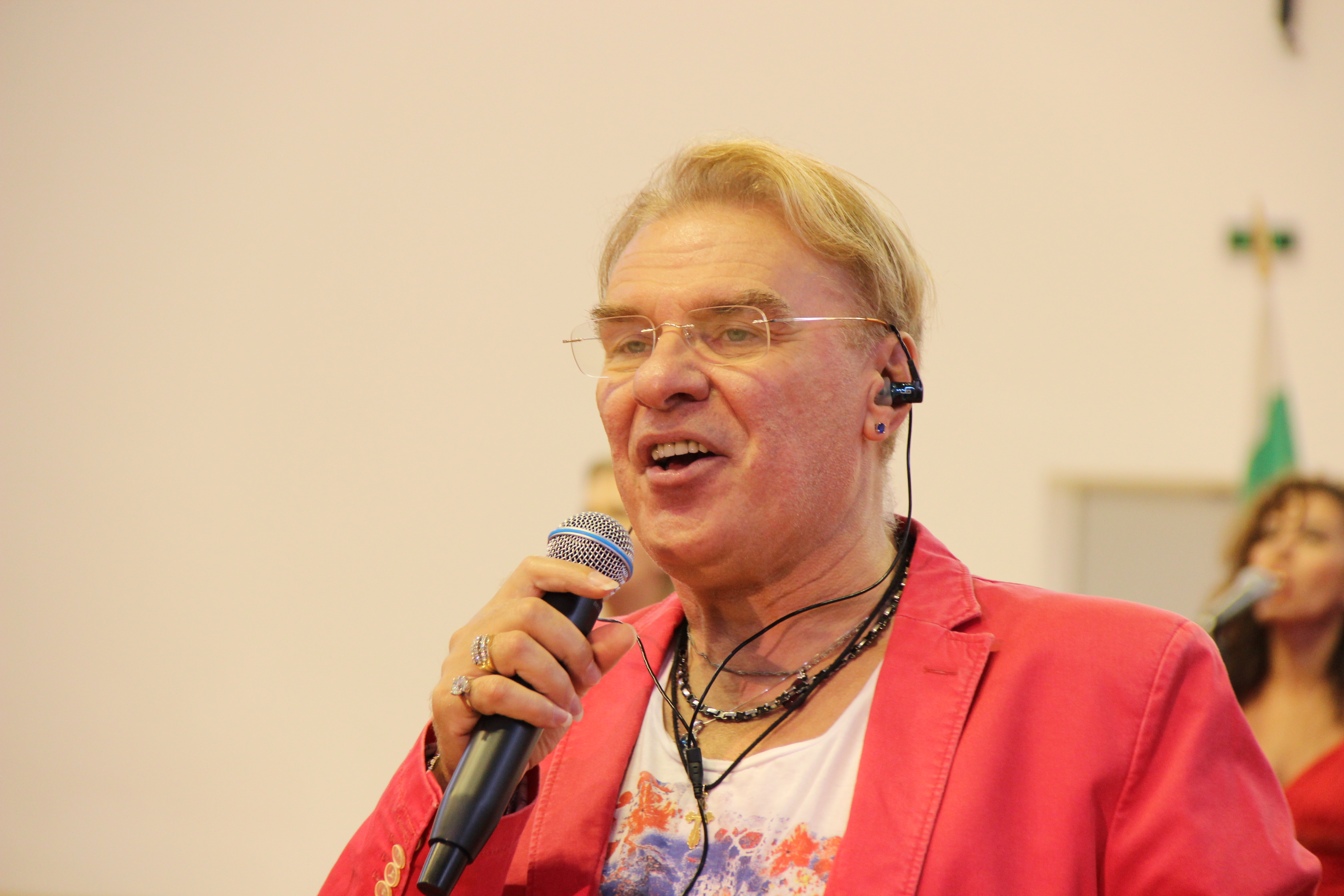

Большую аудиторию собирали его зарубежные гастроли. В 1990 году, работал с Аллой Пугачевой, пел дуэтом с Сильвией Кацаровой и участвовал в концертах Бонни Тэйлор (на её гастролях в Болгарии).
Всего было выпущено более пяти сольных альбомов Васила, его песни вошли более чем в 55 сборников, выпущенных в том числе фирмой Мелодия.

## Личная жизнь
Васил Найденов холост, детей нет. Продюсера Ивайло Манолова, который работает с певцом около 30 лет, пресса именует «членом его семьи».

## Дискография (сольные альбомы)
- 1980 — «Адаптация» — BTA 10540 — Балкантон (Болгария) — пластинка
- 1982 — «Телефонна любов» — ВТА 10975 — Балкантон (Болгария) — пластинка
- 1983 — «Чудо» — BTA11234 — Балкантон (Болгария) — пластинка
- 1985 — «Молба» — BTA 11540 — Балкантон (Болгария) — пластинка
- 1985 — Васил Найденов (Болгария) — Кругозор № 2/1985 (СССР) — миньон[13]
- 2000 — «Златни хитове»
- 2003 — «Не мога без теб»[5]

## Основные конкурсы
- 1979 г. — «Золотой Орфей» — «Конкурс новой болгарской песни» — 1-я премия — песня «Предутрин» (Любомир Денев — Георги Константинов)
- 1980 г. — «Золотой Орфей» — «Конкурс новой болгарской песни» — 2-я премия — песня «С первыми петухами» «По първи петли» (Стефан Димитров — Михаил Белчев)
- 1980 г. — «Золотой Орфей» — «Специальный приз» — «Песня для нас» «Песен за двама ни» (Стефан Димитров, Михаил Белчев)
- 1980 г. — «Internationales Schlager-Festival» — Dresden 1980 — 2 премия в «День ГДР» — песня «Wenn du ehrlich bist» — Если ты честен
- 1981 г. — «Золотой Орфей» — «Основной конкурс» — 1-я премия.
- 1982 г. — «Золотой Орфей» — «Конкурс новой болгарской песни» — «Серебряный Орфей» — «Любовь продолжается» «Любовта продлжава» (Тодор Филков — Александр Михайлов)
- 1986 г. — «Золотой Орфей» — «Конкурс новой болгарской песни» — 3-я премия — песня — «Угрызение совести» «Угризения» (Тончо Русев — Георги Джагаров)[6]